# Anna Funder
Anna Funder (Melbourne, 1966) è una scrittrice australiana.

## Biografia
Nata a Melbourne nel 1966, vive e lavora a Sydney.
Dopo un'infanzia trascorsa tra l'Australia, San Francisco e Parigi, ha studiato legge e lingua tedesca all'Università di Melbourne e all'Università libera di Berlino prima di diventare, dopo la caduta del Muro, scrittrice in residenza all'Università di Potsdam.
Dopo aver ricevuto 23 rifiuti da editori tedeschi, ha esordito nel 2003 con il romanzo-inchiesta C'era una volta la Ddr , storie di agenti della Stasi nella Repubblica Democratica Tedesca contrapposte a racconti di persone della resistenza, ottenendo il Samuel Johnson Prize l'anno successivo.
Nel 2011 ha dato alle stampe Tutto ciò che sono, su un gruppo di attiviste ebree-tedesche anti naziste che operavano a Londra prima della seconda guerra mondiale, grazie al quale è stata insignita del Miles Franklin Award.

## Opere

### Romanzi
- Tutto ciò che sono (All That I Am, 2011), Milano, Feltrinelli, 2012 traduzione di Silvia Rota Sperti ISBN 978-88-07-01874-9.

### Novelle
- The Girl with the Dogs (2015)

### Saggi
- C'era una volta la Ddr (Stasiland, 2003), Milano, Feltrinelli, 2005 traduzione di Bruno Amato ISBN 88-07-17107-4.
- L'invisibile signora Orwell (Wifedom: Mrs Orwell's Invisible Life, 2023), Milano, Feltrinelli, 2025 traduzione di Katia Bagnoli ISBN 978-88-07-03641-5.

## Premi e riconoscimenti
- Samuel Johnson Prize: 2004 vincitrice con C'era una volta la Ddr
- Miles Franklin Award: 2012 vincitrice con Tutto ciò che sono
- Prix du Meilleur livre étranger: 2024 vincitrice nella categoria "Saggio" con L'invisibile signora Orwell[8]